# Bénabar

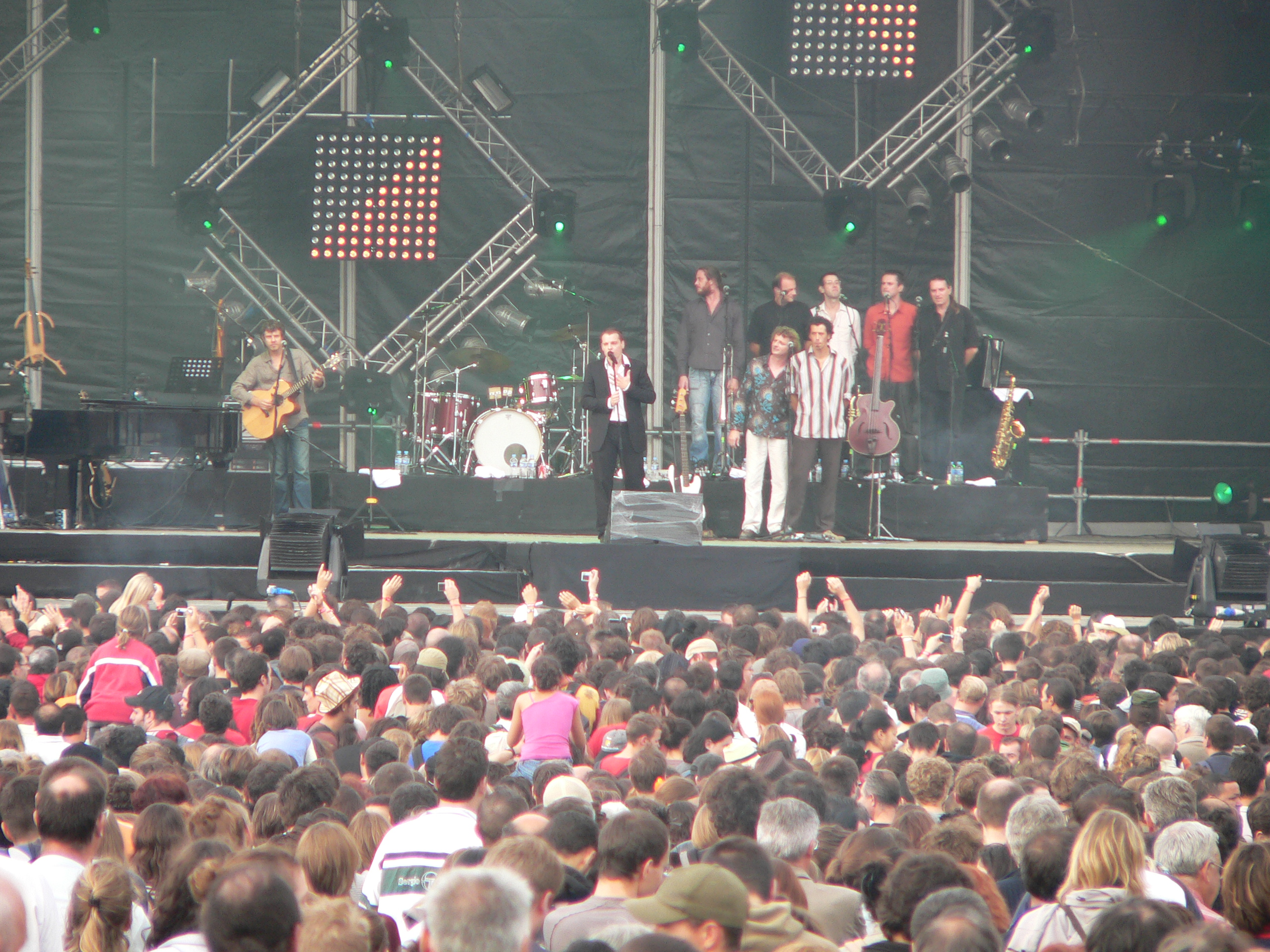
Bénabar en una actuació en directe el 2006

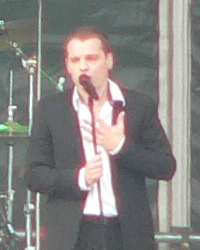
Bénabar

Bénabar, és el nom artístic del cantautor francès Bruno Nicolini, que va néixer a Thiais el 16 de juny de 1969. El seu nom artístic és una forma d'argot que deriva de Barnabé, sobrenom que li va donar el seu amic Patchol quan tocaven junts, però que ha sofert una inversió sil·làbica.

## Biografia
Autor de cançons populars en francès que es basen en fets de la vida quotidiana, de la societat o del fet de ser una mica problemàtic. El 10 de març de 2007, durant la 22a cerimònia dels premis Victoires de música, va rebre el premi de millor intèrpret masculí de l'any i de la cançó original per la peça Le dîner. El 2004 ja havia rebut el premi a millor àlbum amb Les risques du métier. El 2003 va rebre la nominació a millor autor revelació (premi que finalment s'endugué Natasha Saint-Pier) i artista revelació a l'escenari (que guanyà Sanseverino).
Bénabar ha escrit diversos guions per sèries de televisió i de cinema, on ha treballat de regidor en alguns films.
El fil conductor de les seves cançons és la descripció precisa i detallista dels elements de la vida quotidiana. El tema general varia poc, però en canvi, els temes particulars són variats, tot i que relacionats: els amics, les novies, l'amor, la mort... D'aquesta manera les lletres poden parlar d'un nen que aprèn a anar amb bicicleta als 5 anys, d'un noi que intenta reconciliar la parella del seu amic, de l'inici de la jubilació, de la comparació entre un golfo i la seva novia que es cuida o de sis amics que es perden anant a una festa. Bénabar utilitza la simplicitat dels temes per crear una identificació amb l'auditori.
La música és molt bàsica, amb una forta presència dels instruments de vent que dona una mena de fanfarra, que s'alternen amb el piano. En el seu darrer àlbum Reprise des négotiations (sortit l'octubre de 2005) s'han introduït nous instruments com el trombó o el contrabaix, que han donat un costat més jazz al tipus de música. D'aquest àlbum n'ha venut més de 2 milions de còpies.
El 2004 va ser pare d'un nen anomenat Manolo, amb la seva companya Stéphanie.
L'1 de maig de 2007 va actuar en un concert a l'estadi de Charléty per donar suport a la candidatura presidencial de Ségolène Royal.

## Discografia

### Àlbums
- La p'tite monnaie (1997)
- Bénabar (2001)
- Les risques du métier (2003)
- Live au Grand Rex (2 CD) (2004)
- Reprise des négotiations (2005)
- Infréquentable (2008)